# 남현희
남현희(南賢喜, 1981년 9월 29일~)는 대한민국의 펜싱 선수 출신 펜싱 지도자로 주 종목은 플뢰레이다. 현역 시절 성남시청 펜싱팀에서 활동했으며 2008년 하계 올림픽 개인전에서 은메달을 획득해 대한민국 여자 선수로는 최초로 올림픽 펜싱 메달을 획득했다.

## 경력
중학교 때부터 칼을 잡기 시작했으며, 성남여자고등학교 시절부터 펜싱 유망주로 부상하였다. 1999년 대한민국 주니어 국가대표로 발탁되었으며 그 해 4월 헝가리 케스트헤이에서 열린 세계 주니어 선수권 대회에 참가했다.
2005년 세계 선수권 대회 여자 플뢰레 단체전에서 우승했으며, 그리스 아테네에서 열린 2004년 아테네 올림픽에 국가대표로 참여했다. 카타르 도하에서 열린 2006년 아시안 게임에서는 여자 플뢰레 개인전과 단체전에서 금메달을 땄다. 그리고 4년 뒤 광저우에서 열린 2010년 아시안 게임에서 금메달을 따며 2연패를 달성했다.
2008년 베이징에서 열린 2008년 하계 올림픽 여자 플뢰레 개인전에서 이탈리아의 발렌티나 베찰리와의 결승전에서 5-6으로 역전패하며 은메달을 획득하였다. 2012년 런던 올림픽 여자 플뢰레 개인전에서는 이탈리아의 엘리사 디 프란치스카에게 준결승에서 역전패해 결승 진출이 좌절되었다. 이후 여자 플뢰레 단체전에서 오하나, 전희숙, 정길옥과 함께 동메달 결정전에서 프랑스를 45-32로 꺾고 동메달을 획득하였다. 이 동메달은 대한민국의 첫 펜싱 플뢰레 단체전 올림픽 메달이었다. 2013년 4월 25일에 딸 공하이를 출산하였다.
2015년 스포츠 에이젼트인 "프로젝트케이"와 계약하여 스포츠 브랜드인 아디다스의 모델로도 활동 중이다.

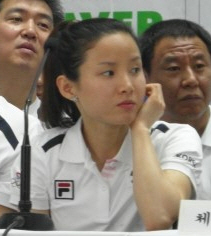
2012년 하계 올림픽 대한민국 선수단 출정식 당시의 남현희

2018년 자카르타·팔렘방 아시안 게임 단체전 동메달을 획득한 후 국가대표팀에서 물러났으며, 통산 국제대회 메달 99개를 획득했다. 2019년 10월 7일에 제100회 전국체육대회를 끝으로 현역 은퇴를 선언했다.
2020년 6월 6일 강남구 자곡동에 펜싱 아카데미를 열고 후진 양성을 시작했다.
2021년 하계 올림픽을 앞두고 MBC의 해설위원으로 선임되었다.

## 학력
- 금빛초등학교 졸업
- 성남여자중학교 졸업
- 성남여자고등학교 졸업
- 한국체육대학교 체육학과 학사
- 경기대학교 대학원 석사

## 방송
- 2023년 MBC 《생방송  행복드림 로또 6/45》- 게스트 1088회

## 사건 사고
재혼 상대라고 밝힌 ‘재벌 3세 사업가’ 전청조가 과거 사기죄로 징역형을 선고받았던 것으로 확인됐으며, 신체적 법적으로 여성이며, 남성 및 여성 모두와 결혼 사기를 저지르고, 남녀 모두와 결혼 경력이 있는 것으로 밝혀졌다.친지의 권유에 남현희는 전청조와 결별을 선언했으나 전청조는 계속 접촉을 시도하다가 스토킹혐의로 체포되었다. 남현희는 전청조가 성전환남성으로 알고 만났다고 해명했다.